# 藤田陽子 (ローカルタレント)
藤田 陽子（ふじた ようこ、1970年 - ）は、中京圏と関東地方を拠点に活動していたローカルタレント。愛知県出身。聖霊女子短期大学英語科卒業。身長157cm。血液型B型。

## 来歴
短大卒業後、名古屋タレントビューローに所属。1990年代前期には中京圏のローカルテレビ番組やラジオ番組に出演し、スタジオでのアシスタントや番組ロケのリポーターなどを務めていた。1994年4月から中部日本放送で放送された生情報番組『パンピーQ みんなで決めてねッ!』では、初の総合司会を経験している。その傍ら、街頭で行われるイベントでの司会業務も担当していた。
1990年代後期には中京圏での活動と並行して関東地方でも活動するようになり、後に名古屋タレントビューローから三木プロダクションへ移籍。以後は関東地方のテレビ番組を中心に活動していた。

## 出演

### テレビ番組
- 5時SATマガジン（中京テレビ）
- ラジごめIIIホンジャマカ共和国（中京テレビ）
- ミックスパイください（中部日本放送）
- パンピーQ みんなで決めてねッ! （中部日本放送）
- 開運!なんでも鑑定団（テレビ東京）
- 投稿!特ホウ王国（日本テレビ）
- ひるどき日本列島（NHK総合テレビ）
- パチンコバラエティ 銀玉っ娘クラブ（フジテレビ）
- わいわいティータイム（TBS）
- 情報!もぎたてサラダ（TBS）
- ぴーかんテレビ 元気がいいね! （東海テレビ）
- NNNニュースプラス1 （日本テレビ） - 関東ローカルパート金曜のコーナーを担当。
- ジャスト（TBS）
- 日立 世界・ふしぎ発見! （TBS）

### ラジオ番組
- 中村泰士の明るく元気にヨーイドン! （CBCラジオ）
- P-POPステーション（FM AICHI）

### CM
- アオキーズ・ピザ（中京広域圏ローカルCM） - 1992年1月から2月まで放送されたバージョンに出演。藤田がアオキーズ・ピザの店員に扮し、客からの電話注文を受けるというシーンがあった。

### ビデオ
- SUPEREXPRESS 新幹線　運転台展望シリーズ（NHKエンタープライズ）- ナレーション